# Goudsmedenstraat
De Goudsmedenstraat is een straat in Brugge.

## Beschrijving
Deze straat is een van de vijf straten doorheen de nieuwe verkaveling, met 75 appartementen en een ondergrondse garage, in 2000-2002 aangelegd op de gronden van de vroegere gevangenis van het Pandreitje.
De naam van deze straat herinnert aan de oorspronkelijke bedoeling bij de oprichting van 'Het Pand', dat als centrum was bedoeld voor de activiteiten van goud- en zilversmeden, van juweliers en diamantslijpers, en van andere kunstambachten.
De goudsmeden worden hiermee herdacht.
De Goudsmedenstraat loopt van de Stalijzerstraat naar de Diamantslijpersstraat.